# David Dewhurst

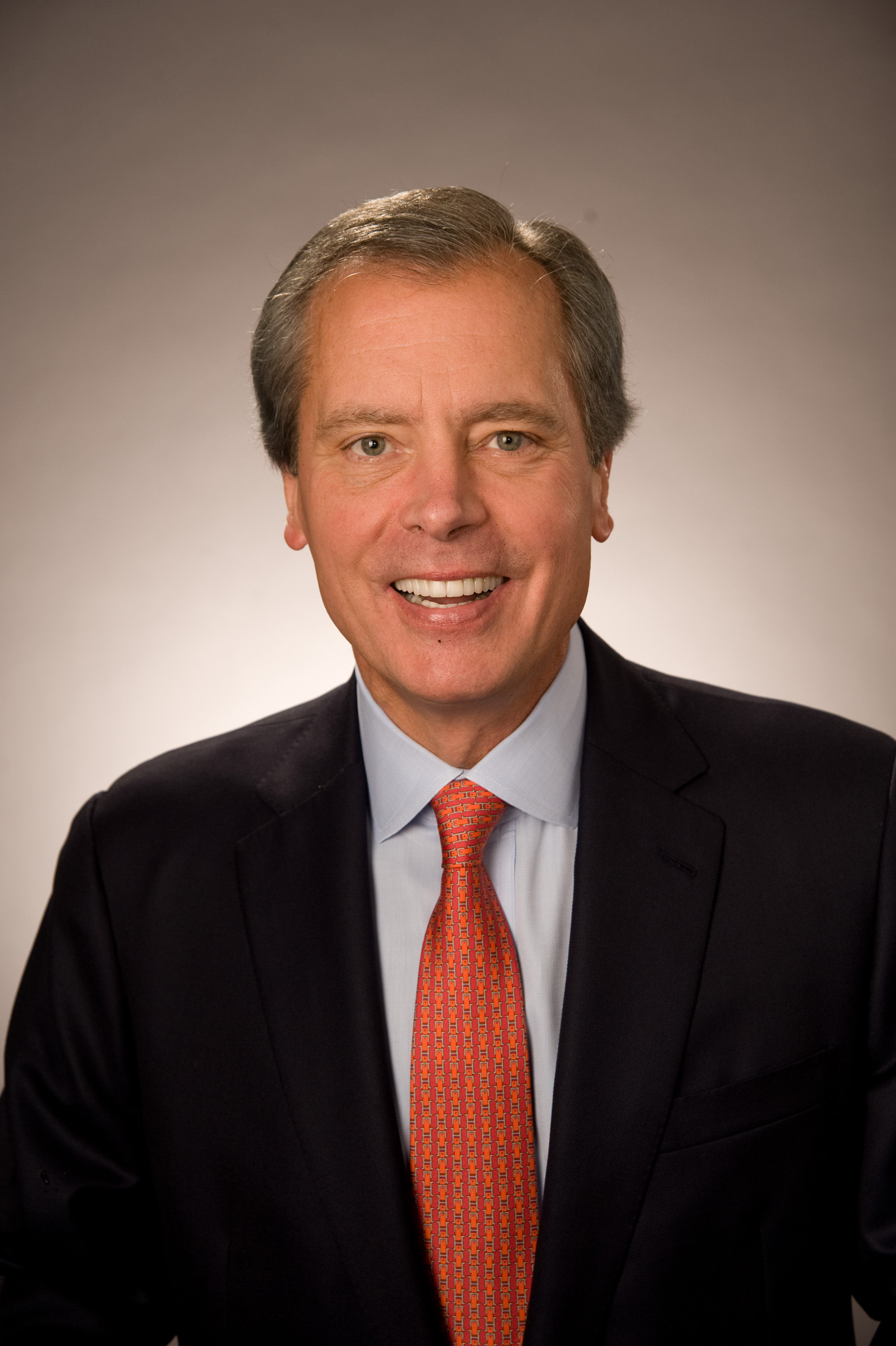
David Dewhurst (2009)

David Henry Dewhurst (* 18. August 1945 in Houston, Texas) ist ein US-amerikanischer Politiker. Von 2003 bis 2015 war er Vizegouverneur des Bundesstaates Texas.

## Werdegang
Nach der High School studierte David Dewhurst an der University of Arizona. Später betätigte er sich als erfolgreicher Geschäftsmann und Rancher. Er diente als Nachrichtenoffizier in der United States Air Force und arbeitete zeitweise für die CIA sowie das US-Außenministerium. Politisch schloss er sich der Republikanischen Partei an. Zwischen 1999 und 2003 bekleidete er als Nachfolger von Garry Mauro die Position des Texas Land Commissioner, die als Sprungbrett für höhere Ämter gilt.
Im November 2002 wurde Dewhurst an der Seite von Rick Perry zum Vizegouverneur von Texas gewählt. Dieses Amt hat er nach zwei Wiederwahlen seit 2003 inne. Dabei ist er Stellvertreter des Gouverneurs und Vorsitzender des Staatssenats. Im Jahr 2012 bewarb er sich um die Nominierung seiner Partei für die Wahl zum US-Senat, die jedoch an Ted Cruz ging. 2014 strebte er eine weitere Kandidatur für das Amt des Vizegouverneurs an. Dabei unterlag er aber in den Vorwahlen seiner Partei im März des Jahres dem Staatssenator Dan Patrick, der dann im November auch als Stellvertreter des neuen Gouverneurs Greg Abbott gewählt wurde. Damit endete seine Zeit als Vizegouverneur am 20. Januar 2015.